# Grupo Atlántica
Atlántica fue un grupo artístico de  Galicia que durante la década de los años 80 reactivó la plástica gallega. El colectivo, formado por una veintena de artistas multidisciplinares, desarrollaba sus trayectorias individualmente desde mediados de los setenta con una actividad creativa experimental y autogestionada. Diversos integrantes del Grupo organizaron desde 1976 exposiciones colectivas al aire libre en la Plaza de la Princesa  de Vigo, promovidas por el crítico de arte Roman Pereiro.

## Historia
En España la transición democrática y sus consecuentes cambios sociopolíticos trajeron consigo una efervescencia creativa poco común en todos los ámbitos de la cultura: artes plásticas, teatro, música, arquitectura, medios audiovisuales, literatura, poesía, cómic, diseño, moda, etc. Fueron tiempos de frenética actividad política y cultural que modificaron profunda y definitivamente los hábitos sociales de los españoles, alcanzándose unas cotas de consumo cultural no conocidas hasta la fecha.
Vigo no se mantuvo ajeno a este proceso, manifestándose como una de las urbes más activas y creativas de Galicia y de España. En el año 1980, tuvo lugar un evento que se enmarcó en este contexto: el nacimiento de Atlántica, un colectivo de artistas e intelectuales unidos por una voluntad común de renovación, que trabajaban con un enfoque creativo radicalmente innovador e integrador con el resto del mundo, cuyas obras lograron trascender a escala española e internacional.
A comienzos de la década de los ochenta, artistas jóvenes vigueses y pontevedreses, como Monroy, Huete, Antón Patiño y Menchu Lamas van madurando el proyecto de dar un empuje al arte moderno desde Galicia. En ese núcleo nació la idea del Grupo Atlántica que reivindicaba la cultura atlántica y abrió la pintura gallega a las corrientes internacionales, en el que participaban, además,  gente como Baixeras, Correa Corredoira, Armando Guerra, Goyanes, Silverio Rivas, Basallo, Manuel Moldes, Manuel Ruibal, Mon Vasco, Mantecón, Lamazares, Leiro, etc.
Atlántica no era un grupo generacional porque en él se integraron artistas mayores como Raimundo Patiño, Alberto Datas o Lodeiro, que llevaban años trabajando en solitario con el espíritu atlántico.
El Grupo también tuvo influencia en la música. Muchas de las canciones de Siniestro Total, Golpes Bajos, Os Resentidos o Aerolíneas Federales (o el grupo de poesía “Rompente”) tienen relación con el amplio movimiento cultural generado en Vigo en aquellos años 80.

## Nómina
Atlántica tenía como objetivo modernizar la plástica gallega sin dejar de entroncarla en unas señas de identidad propias. Recuperaron símbolos y signos de carácter mítico, relacionados con el mundo precristiano, céltico y el entorno atlántico, lo que el crítico Antón Castro denominará "Expresión Atlántica". En el caso de la escultura se produce una revalorización de la piedra y la madera como materiales escultóricos identitarios.
El grupo estaba compuesto, entre otros,  por los  pintores Menchu Lamas, Anton Lamazares, Manuel Moldes, Ángel Huete, Antón Patiño, Guillermo Monroy, Carlos Crego, Correa Corredoira, Silverio Rivas, Rafael Baixeras, José Freixanes, Francisco Leiro, Reimundo Patiño, Francisco Mantecón, Xaime Cabanas, José Lodeiro, Xesús Vázquez, Manuel Quintana Martelo, Manuel Facal y los escultores Ignacio Basallo, Mon Vasco, Silverio Rivas y Luis Borrajo.

## Exposiciones
El grupo realizó un total de cinco exposiciones entre 1980 y 1984:
- 1980: “Atlántica. Últimas tendencias das artes plásticas” (Bayona)
- 1981: “O feito plástico Atlántica” (Vigo) / “Atlántica" Centro Cultural de la Villa (Madrid)
- 1982: "Doce pintores de Atlántica". 2.º Festival de Poesía do Condado (Salvatierra de Miño, Pontevedra)
- 1983: “Atlántica. Novas tendencias da arte galega". Palacio de Gelmírez (Santiago de Compostela, 28 de enero - 28 febrero).
- 1984: “Imaxes dos 80 desde Galicia”. Museo do Pobo Galego (Santiago de Compostela, 10 de julio - 10 de agosto).

Y también realizó exposiciones más tardías, en épocas posteriores.
- 2002: "Grupo Atlántica. Vigo: 1980 - 1986". Exposición conmemorativa, MARCO, Museo de Arte Contemporáneo de Vigo.
- 2011: Grupo Atlántica. Exposición en Santiago de Compostela. En esta muestra se expusieron piezas de algunos autores del Grupo Atlántica, Menchu Lamas, Antón Patiño, Antón Lamazares, Antón Goyanes o Freixanes.[4]